# Liste der Kulturdenkmäler in Schwedelbach
In der Liste der Kulturdenkmäler in Schwedelbach sind alle Kulturdenkmäler der rheinland-pfälzischen Ortsgemeinde Schwedelbach einschließlich des Ortsteils Pörrbach aufgeführt. Grundlage ist die Denkmalliste des Landes Rheinland-Pfalz (Stand: 21. Juli 2023).

## Einzeldenkmäler
| Bezeichnung                           | Lage                                             | Baujahr         | Beschreibung                                                                                    | Bild                           |
| ------------------------------------- | ------------------------------------------------ | --------------- | ----------------------------------------------------------------------------------------------- | ------------------------------ |
| Hofanlage                             | Pörrbach, Talstraße 9 Lage                       | 1894            | Dreiseithof; eingeschossiges Wohnhaus, bezeichnet 1894                                          | BW                             |
| Portal                                | Pörrbach, Talstraße, an Nr. 13 Lage              | 1790            | spätbarockes Portal, bezeichnet 1790                                                            | BW                             |
| Katholische Kirche St. Johann Baptist | Schwedelbach, Am Hübel 10 Lage                   | 1930            | Sandsteinquaderbau, 1930, Architekt Hans Seeberger, Kaiserslautern                              | weitere Bilder Fotos hochladen |
| Friedhofskreuz                        | Schwedelbach, Hauptstraße, auf dem Friedhof Lage | um 1905         | Friedhofskreuz, um 1905                                                                         | BW                             |
| Hofanlage                             | Schwedelbach, Hauptstraße 26 Lage                | um 1900         | Hakenhof; eineinhalbgeschossige Einfirstanlage, Sandsteinquader, um 1900; bauliche Gesamtanlage | BW                             |
| Wegekreuz                             | Schwedelbach, westlich des Ortes im Wald Lage    | 15. Jahrhundert | Wegekreuz, Sandstein, 15. Jahrhundert (?)                                                       | BW                             |